# Hartford (Dél-Dakota)
Hartford város az Amerikai Egyesült Államok Dél-Dakota államában, Minnehaha megyében. Lakosainak száma 3354 fő (2020. április 1.).

## Népesség
A település népességének változása:

| 2010 | 2 534 |
| 2020 | 3 354 |